# Mayres (Ardèche)
Mayres ist eine französische Gemeinde mit 264 Einwohnern (Stand 1. Januar 2022) im Département Ardèche. Sie gehört zum Kanton Haute-Ardèche im Arrondissement Largentière.

## Geographie
Die Gemeinde liegt in einem engen Tal am Oberlauf der Ardèche und ist Teil des Regionalen Naturparks Monts d’Ardèche.